# Vicente Miró
Vicente Miró ( Alquerías del Niño Perdido, Castellón, 25 de julio de 1919 - Alquerías del Niño Perdido, 1 de diciembre de 1960). Fue un ciclista español, profesional entre 1941 y 1947.

## Palmarés
1944
- Vencedor de una etapa de la Vuelta a Levante
- Vencedor de una etapa del Gran Premio Ayuntamiento de Bilbao
- Vencedor del Gran Premio Cifesa Madrid-Valencia

1945
- Vencedor de una etapa de la Vuelta a España[1]

- 1º de la Vuelta a los Puertos

### Resultados en la Vuelta a España
- 1942. 12º de la clasificación general.
- 1945. 20º de la clasificación general. Vencedor de una etapa
- 1946. 18º de la clasificación general.